# Маєток Классена
Маєток Классена "Маєток Мар'їнський" - зруйнований маєток в селі Новомар'ївка.

## Опис
У центрі маєтку розмістилося подвір'я, де стояв двоповерховий будинок власників площею 500 квадратних метрів.
Будинок з боку головного фасаду мав вітальню, зал-передпокій, бібліотеку, а з протилежного боку - спальні, їдальню, кабінет. У крилі, побудованому з тилу, містилися кімнати покоївок, кухня і ванни. За будинком була велика веранда, яка виходила в прекрасний сад. На другому поверсі розмістилися гостьова і дві великі кімнати. сходовий майданчик висвітлював скляний ліхтар, який навіть вдень давав багато світла.
Перед будинком був великий прямокутний двір з кованої металевої огорожею. Із західного боку двору, навпроти будинку, був головний вхід у вигляді двох стовпів-колон. З південного боку будівлі розміщувалися бараки для робітників, стайні для бігових і робочих коней. З північної сторони двору - їдальня для прислуги, майстерні і велике зерносховище. Там же стояла і школа. У центрі прямокутного двору був вітряк і бак для води.
У маєтку також знаходиться приміщення для корів, свиней та овець, склади, кузня, майстерні, столярний цех, літня кухня, сховище льоду, будинок вчителя і кладовище. Алея на кладовищі була засаджена плакучими вербами, каштанами та іншими декоративними деревами. Двір прикрашали клумби з квітами. Ще один будинок для працівників був розміщений через дорогу від маєтку.
Сьогодні від колишнього маєтку нічого не залишилося.